# Ms. Pac-Man
Ms. Pac-Man — аркадная игра, выпущенная компанией Midway Manufacturing (штат Иллинойс). Выпущена в Северной Америке в 1982 году, на год позже Pac-Man, и стала одной из самых популярных компьютерных игр всех времён, что привело к тому, что компания Namco (владелец прав на Pac-Man) признала её частью официальной линейки. Главный герой игры был женского пола, присутствовали также изменения в дизайне лабиринтов и другие отклонения от оригинала. Игра стала самой успешной аркадной игрой, производимой в США: было продано 115 тысяч игровых автоматов.

## Игровой процесс
Игровой процесс в основном не отличается от оригинального Pac-Man. Игрок набирает очки, поедая точки и избегая призраков (столкновение с ними отбирает жизнь). Поедание энергетиков приводит к тому, что призраки меняют направление и могут быть съедены игроком. Фруктовые бонусы могут быть съедены для увеличения числа очков дважды за уровень. По мере прохождения уровней, увеличивается скорость, а энергетики действуют в течение меньшего времени.
Есть и другие отличия от оригинального Pac-Man.
- В игре есть четыре разных лабиринта, окрашенных в разные цвета.
- В большинстве новых лабиринтов имеется два набора туннелей перехода.
- Пространство между стенами залито цветом, что позволяет легче видеть, где есть путь.
- Призраки ведут себя по-другому и совершают полуслучайные движения, что не позволяет заучивать их движения, чтобы пройти уровень.
- Фрукты не появляются в центре лабиринта, а путешествуют по нему, входя и покидая лабиринт через туннели перехода. После того как были съедены все возможные фрукты, они начинают появляться в случайной последовательности.
- Оранжевого призрака зовут Сью, а не Клайд.
- Три промежуточные сцены показывают развитие отношений между Pac-Man и Ms. Pac-Man (от их первой встречи до аиста, приносящего им ребёнка).
- Звуковые эффекты и музыка существенно отличаются от оригинального Pac-Man.

Как и в Pac-Man, в игре есть ошибка в подпрограмме рисования фрукта, которая делает 256-й уровень неиграбельным. Однако достичь его всё равно не удастся (игра сбросится или станет неиграбельной намного раньше) без эмулятора из-за других ошибок.

## Восприятие
| Сводный рейтинг | Сводный рейтинг |
| Агрегатор       | Оценка          |
| --------------- | --------------- |
| GameRankings    | 64,08 %         |

В 2009 году журнал Game Informer поставил Ms. Pac-Man на 10-е место в списке «200 лучших игр всех времён», указав, что игра «затмила оригинальный Pac-Man практически во всех возможных аспектах».
В 2022 году Нью-йоркский Национальный музей игр объявил игру новым участником Всемирного зала славы видеоигр.